# Мітяєв Олег Григорович
Мітяєв Олег Григорович( рос. Митяев Олег Григорьевич 19 лютого 1956, Челябінськ, РРФСР, СРСР) — радянський та російський поет, актор, співак. Член Спілки російських письменників. Народний артист Росії (2009).

## Життєпис. Ранні роки, освіта.
Походить з робітничої родини. Батько - працівник Челябінського трубопрокатного заводу. Навчався в двох школах Челябінська - № 59 та № 55. Технічну освіту отримав в період 1971 - 1975 років в Челябінському монтажному технікумі. Військову службу в часи СРСР проходив на флоті. За першим фахом - тренер з плавання, закінчив Челябінський інститут фізичної культури. В період 1981 - 1985 років працював викладачем Челябінського інституту фізичної культури та завідувачем клубу в пансіонаті «Соснова гірка», що неподалік Челябінська.

## Спів і вірші
В родині співав батько (як аматор). З 1978 року Олег Мітяєв член Клубу самодіяльної пісні «Моримоша». Мав успіх під час вступу на Ільменському фестивалі 1978 року. Приблизно з цього періоду почав регулярно писати вірші. З 1985 року Олега Мітяєва запросили на працю в Челябінську філармонію як артиста-виконавця. Аби мати відповідний фах, Олег Мітяєв в період 1986 - 1991 років навчався в ГИТИСі імені А. Луначарського.

Як актор був задіяний в кінострічках: 
- «Два часа с бардами» (Мосфільм),
- «Игра с неизвестным» (кіностудія ім. О. Довженка),
- «Сафари № 6», «Убийца» (Свердловська кіностудія).

## Лавреатські звання
- Лауреат фестивалів авторської пісні, що відбулися в Самарі, Алматі, Казані, Владивостоці, Норільську в номінації «автор-виконаець».
- Лауреат премії Фонду російської поезії «Петрополь» (2001).
- Лауреат російської національної премії «Овація» (2001).
- Лауреат премії «Золотий Остап» (2003).
- Двічі лауреат Царскосільськой художньої премії (2003, разом з Л. Марголіним;2009)

## Родина
Одружений. Від трьох шлюбів - четверо дітей, один з яких – Філіп Август (лідер рок-гурту «Стимфония»).

## Благодійний фонд Олега Мітяєва
З 2000 року з ініціативи Олега Мітяєва Григоровича створений благодійний фонд підтримки проектів в галузі культури.
Фонд Олега Мітяєва підтримує: 
- Ільменський фестиваль,
- народну премія «Светлое прошлое»,
- молодіжну програму «Открытия»,
- національну суспільну премію в галузі авторської пісні «Благодарность».

## Дискографія (російською)
(Подані непиратські видання)
- 1990 — Давай с тобой поговорим
- 1992 — Теперь толкуют о деньгах (песни Юрия Визбора)
- 1994 — Письмо из Африки (фактически сборник: из 19 номеров 8 песен О. Митяева, одна из которых издана на CD впервые, 7 — повторно; 11 песен — других авторов или народные)
- 1995 — Светлое прошлое (считается альбомом, при этом 8 песен издаются впервые, 9 — повторно)
- 1996 — Лето — это маленькая жизнь
- 1998 — Крепитесь, люди, скоро лето!
- 1999 — Лучшие песни
- 2000 — Нелучшие песни
- 2002 — Ни страны, ни погоста… (на стихи Иосифа Бродского песни Леонида Марголина поёт Олег Митяев)
- 2002 — Небесный калькулятор или жизнь замечательных людей
- 2003 — Концерт в Кремле (2 CD)
- 2005 — Как здорово, что все мы здесь сегодня собрались! Четверть века спустя (фактически 2-е издание альбома «Давай с тобой поговорим» с несколько иной последовательностью номеров и двумя новыми песнями)
- 2005 — Запах снега
- 2006 — Митяевские песни (в двух частях)
- 2007 — Крепитесь, люди, скоро лето! (второе издание)
- 2007 — Олег Митяев в гостях у Эльдара Рязанова (2 CD)
- 2008 — Новая коллекция. Лучшие песни Олега Митяева
- 2008 — Романтики больше не будет (CD + DVD)
- 2009 — Да здравствуют музы! (CD + DVD) (идея проекта О. Митяева, стихи Александра Пушкина, музыка Давида Тухманова. Олег Митяев исполняет 3 песни и ещё в двух участвует среди других исполнителей)
- 2011 — Митяевские песни (третья часть)
- 2011 — Позабытое чувство (CD + DVD) (на DVD переписано видео, выпускавшееся на VHS-кассете Крепитесь, люди, скоро лето! как видеофильм Театр общения: Песни Олега Митяева /обозначался пролюсер С.Фоминцев, Г.Хомчик как режиссер не называлась. Кассета издавалась ООО Фамилия Паблишинг/.